# Libia na Letnich Igrzyskach Olimpijskich 1992
Libię na Letnich Igrzyskach Olimpijskich 1992 reprezentowało 5 zawodników (sami mężczyźni). Był to 4 start reprezentacji Libii na letnich igrzyskach olimpijskich.

## Skład kadry

### Judo
Mężczyźni
- Said Masoud El-Agimi - waga do 65 kg - 36. miejsce,
- Yahia Gregni - waga do 78 kg - 34. miejsce,

### Lekkoatletyka
Mężczyźni
- Mohamed Khamis Taher - maraton - 75. miejsce,

### Podnoszenie ciężarów
Mężczyźni
- Mustafa Ahshad - waga powyżej 110 kg - 18. miejsce,

### Tenis stołowy
Mężczyźni
- Attaher Mohamed El-Mahjoub - gra pojedyncza - 49. miejsce,